# دارخزک
دارخَزَک پرنده‌ای است از خانواده دارخزکان (Certhiidae). این خانواده دارای ۱۰ گونه است که در دو سرده بخش‌بندی شده‌اند.

## ویژگی‌ها
۱۲ سانتی‌متر؛ نر و ماده همشکل. پرنده‌ای است کوچک و قهوه‌ای رنگ که مرتباً از درخت بالا می‌رود. از دارکوب‌ها و کمرکولی‌ها به وسیله اندازه کوچک، منقار باریک و خمیده و با رفتار ویژه‌اش به آسانی تشخیص داده می‌شود. سطح پشتی قهوه‌ای رنگ با رگه‌رگه نخودی و سطح شکمی سفید نقره‌ای دارد.
با جهش‌های کوتاه در حالی که دم سفت خود را به پوست درخت فشار می‌دهد، به‌طور مارپیچی از آن بالا می‌رود و به سختی می‌توان آن را روی تنه درخت دید. در زمستان همراه چرخ‌ریسک‌ها دیده می‌شود.

## زیستگاه
دارخزک در جنگل‌ها، پارک‌ها و باغ‌های کهن نیم‌کره شمالی زمین و هم‌چنین در آفریقای سیاه زندگی می‌کند. لانه‌اش را زیر پوست جدا شده درخت، شکاف تنه درخت‌ها یا در پشت پیچک‌ها می‌سازد.
دارخزک از جمله پرندگان بومی ایران است و در مناطق جنگلی شمال ایران و ارسباران زندگی می‌کند.

## تبار
|  | کمرکولی  |
|  |          |
|  | دیوارخزک |
|  |          |

|  | دارخزک‌ها         |
|  |                  |
|  | دارخزک‌های خالدار |
|  |                  |

|  | کمرکولی  |
|  |          |
|  | دیوارخزک |
|  |          |

|  | دارخزک‌ها         |
|  |                  |
|  | دارخزک‌های خالدار |
|  |                  |

|  | کمرکولی  |
|  |          |
|  | دیوارخزک |
|  |          |

|  | دارخزک‌ها         |
|  |                  |
|  | دارخزک‌های خالدار |
|  |                  |

|  | کمرکولی  |
|  |          |
|  | دیوارخزک |
|  |          |

|  | دارخزک‌ها         |
|  |                  |
|  | دارخزک‌های خالدار |
|  |                  |

|  | کمرکولی  |
|  |          |
|  | دیوارخزک |
|  |          |

|  | دارخزک‌ها         |
|  |                  |
|  | دارخزک‌های خالدار |
|  |                  |

|  | کمرکولی  |
|  |          |
|  | دیوارخزک |
|  |          |

|  | دارخزک‌ها         |
|  |                  |
|  | دارخزک‌های خالدار |
|  |                  |

|  | کمرکولی  |
|  |          |
|  | دیوارخزک |
|  |          |

|  | دارخزک‌ها         |
|  |                  |
|  | دارخزک‌های خالدار |
|  |                  |

|  | کمرکولی  |
|  |          |
|  | دیوارخزک |
|  |          |

|  | دارخزک‌ها         |
|  |                  |
|  | دارخزک‌های خالدار |
|  |                  |

### سرده‌ها و گونه‌ها
- سرده دارخزک‌ها
  - دارخزک اوراسیایی or common treecreeper, Certhia familiaris
  - دارخزک هاجسون, Certhia hodgsoni
  - دارخزک قهوه‌ای, Certhia americana
  - دارخزک انگشت‌کوتاه, Certhia brachydactyla
  - دارخزک دم‌نواری or Himalayan treecreeper, Certhia himalayana
  - دارخزک سیچوآن, Certhia tianquanensis
  - دارخزک پهلوزنگاری or Nepal treecreeper, Certhia nipalensis
  - دارخزک سیکیم or brown-throated treecreeper, Certhia discolor
  - دارخزک هیوم, Certhia manipurensis
- سرده دارخزک‌های خالدار
  - دارخزک خالدار هندی, Salpornis spilonotus
  - دارخزک خالدار آفریقایی, Salpornis salvadori